# Camillo Ugi
Camillo Ugi (21 de dezembro de 1884 no Leipzig - 18 de maio de 1970 no Markkleeberg no sul do Leipzig) foi um futebolista alemão que atuava como meio-campista.
Ugi jogava no VfB Leipzig quando foi convocado para a Seleção Alemã de Futebol que participou no torneio de futebol dos Jogos Olímpicos de Verão de 1912. Nos aqueles Jogos Olímpicos foi também parte da melhor goleada da Alemanha, quando derrotado a Rússia 16-0 no torneio do consolação. Totalmente jogou 15 vezes, marcando um gol, pela seleção alemã, e foi nove vezes o seu capitão. 
No ano 1905 jogou também alguns meses pelo Sport Club Germânia de São Paulo, o atual EC Pinheiros. Depois do seu regresso à Alemanha ele juntou pela primeira vez o VfB Leipzig com o qual ganhou o seu único Campeonato Alemão em 1906. Na sua longa carreira jogou entre outros pelos clubes Dresdner SC, FSV Frankfurt, Vereinigte Breslauer Sportfreunde do cidade do Breslau (também port. Breslávia, hoje em Polônia e chamado Wrocław) e em 1911 o clube extinto Stade Helvétique Marseille da Marselha na França. Camillo Ugi retirou-se do futebol no fim da década de 1920.
O sua profissão foi mecânico elétrico especializado em máquinas pelo cinema, e posteriormente da guerra especializado em máquinas medicinais.

## Titulos
- Campeão da Alemanha: 1906